# Canistota
Canistota è un comune (city) degli Stati Uniti d'America della contea di McCook nello Stato del Dakota del Sud. La popolazione era di 656 abitanti al censimento del 2010. Canistota è nota per i servizi di chiropratica, in particolare per la Ortman Clinic, che attrae molti Amish da tutto il Midwest.

## Geografia fisica
Canistota è situata a 43°35′51″N 97°17′36″W (43.597514, -97.293339).
Secondo lo United States Census Bureau, la città ha una superficie totale di 1,45 km², dei quali 1,45 km² di territorio e 0 km² di acque interne (0% del totale).

## Storia
Canistota prende il nome da Canastota, New York, da dove proveniva un funzionario della ferrovia, ma il nome fu scritto in modo errato quando fu istituito l'ufficio postale. La città fu pianificata nel 1883. La sua posizione è l'angolo nord-ovest della sezione 34, scelto dalla Chicago and North Western Railway. Canistota fu incorporata nel 1900.

## Società

### Evoluzione demografica
Secondo il censimento del 2010, la popolazione era di 656 abitanti.

### Etnie e minoranze straniere
Secondo il censimento del 2010, la composizione etnica della città era formata dal 94,97% di bianchi, lo 0% di afroamericani, l'1,98% di nativi americani, lo 0,46% di asiatici, lo 0,15% di oceanici, lo 0,91% di altre razze, e l'1,52% di due o più etnie. Ispanici o latinos di qualunque razza erano il 2,29% della popolazione.